# 深圳駅
深圳駅（しんせんえき）は中華人民共和国広東省深圳市羅湖区に位置する、中国国家鉄路集団（CR）の駅である。

## 概要
路線としては広深線（京九線）の駅であるが、中国各地を結ぶ列車が発着している。なお、香港鉄路が運行する香港と広州を連絡する城際直通車は通過するのみで停車しない（「出国済→入国前」状態なので停車できない）。
深圳地下鉄1号線（羅宝線）の羅湖駅と改札外で連絡、また羅湖口岸を通過した香港特別行政区側では香港鉄路（港鉄 MTR）東鉄線の羅湖駅に乗り換えることもできる。
駅前には広東省内外都市をバスで連絡する羅湖長途汽車站の他、羅湖商業城という大型商業施設や飲食店、ホテルなどが立地している。また駅ビル内にはホテルも存在している。

## 歴史
1898年にイギリスが清朝政府に九龍（香港） - 広州間の鉄道の建設を提言したことが当駅設置の始まりであった。1911年10月8日に駅開業。

## 駅構造

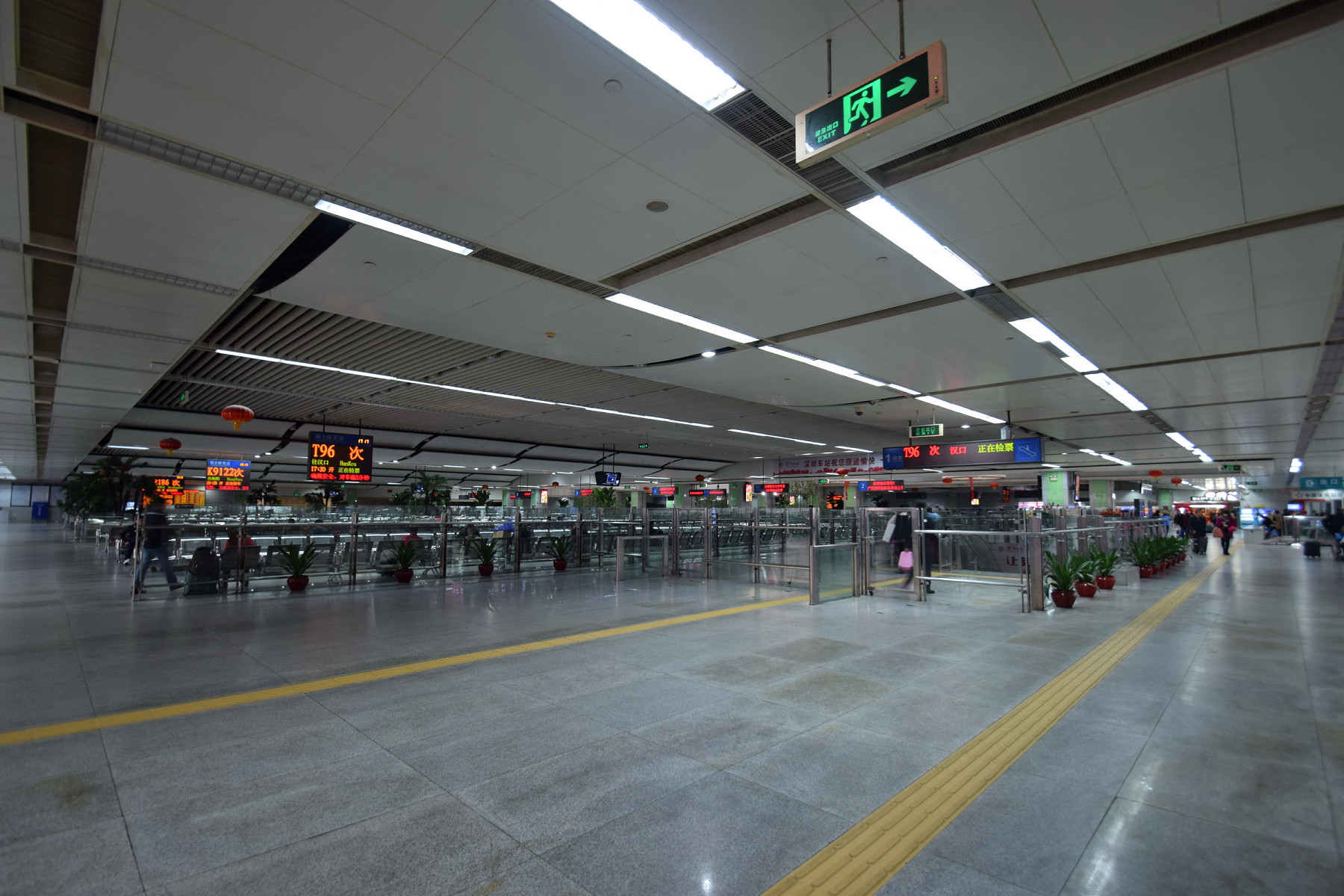
3階コンコース

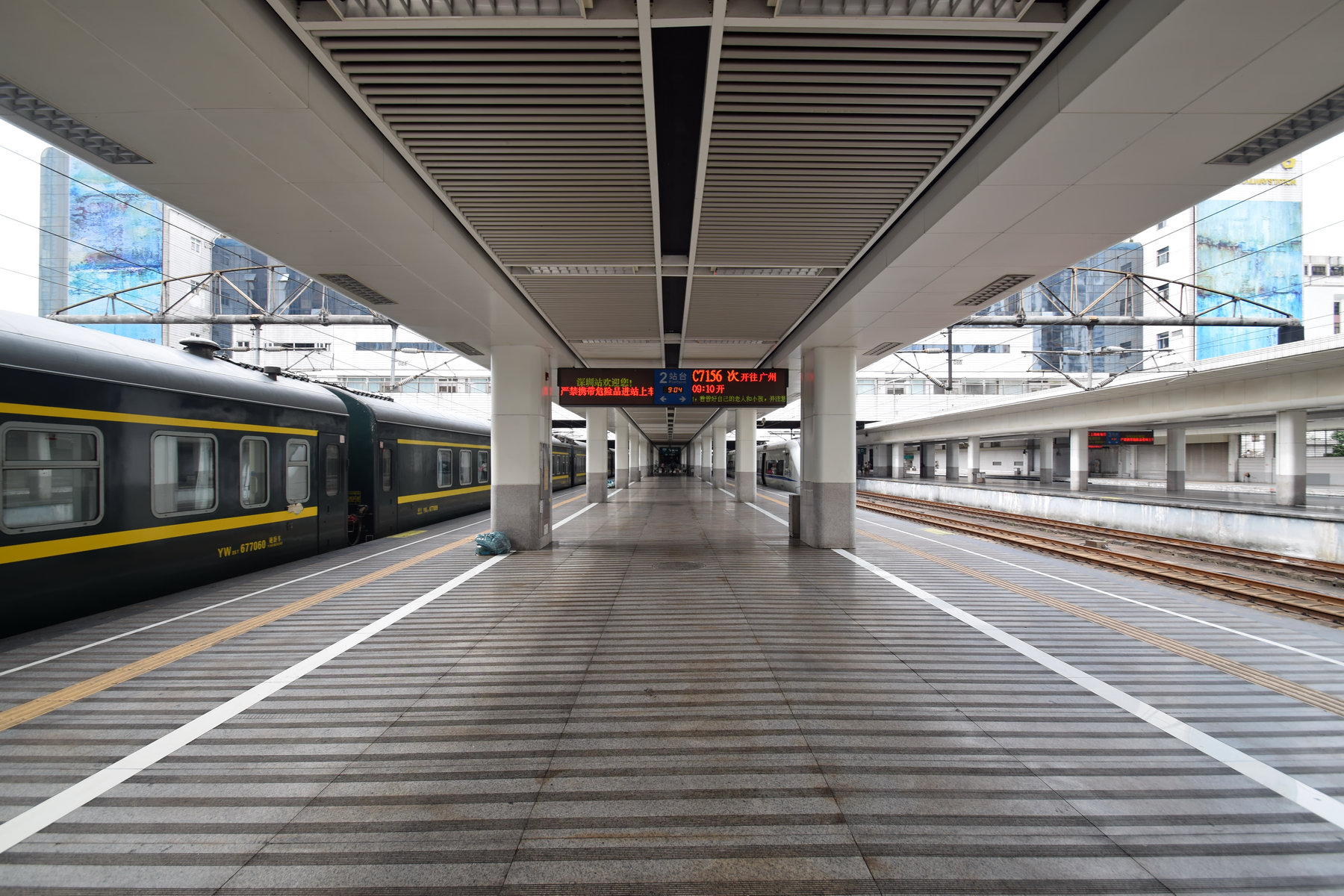
2番ホーム

広深線の乗車券売場・入場口は駅南側の羅湖口岸附近、京九鉄路の乗車券売場・入場口は駅北側にそれぞれ存在する。広州駅・広州東駅へのCRH1型車両(和諧号)を利用する際には駅南側の広深鉄路の乗車券売場・入場口を利用する。駅北側の京九鉄路の乗車券売場・入場口を利用しても広州駅・広州東駅へは行くことができるが、列車の本数が少なく、時間もかかる。
ホームは相対式ホーム2面2線が島式ホーム2面4線を挟み込む、合計4面6線を有する。

## 駅周辺
- 羅湖口岸：香港との国境検査場。
  - 香港鉄路（MTR）東鉄線 羅湖駅

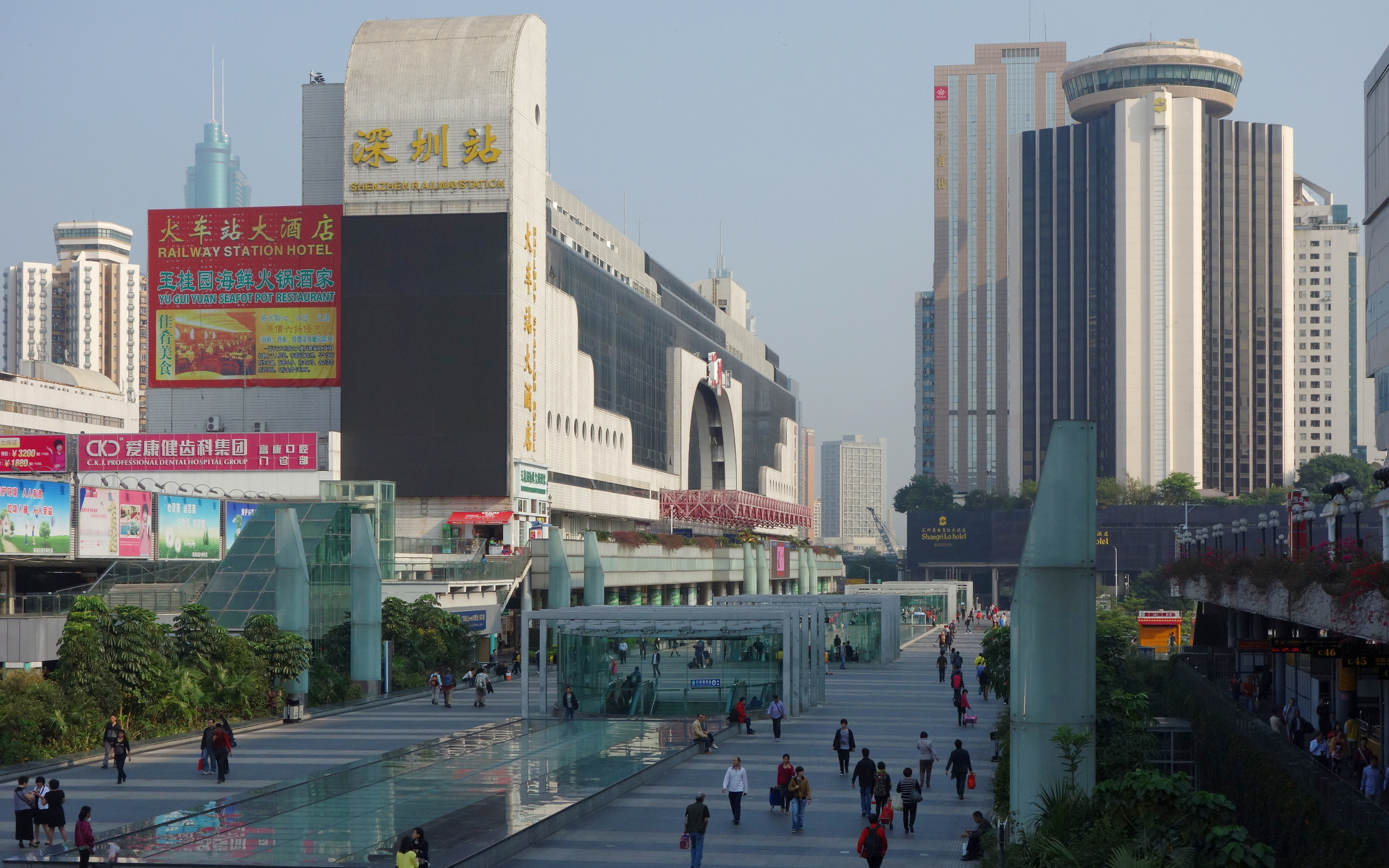
駅前広場の様子

- 羅湖商業城（中国語版）：羅湖辺検大楼の北側にあるショッピングセンター。
- 深圳香格里拉大酒店（シャングリラホテル）
- 深圳地下鉄1号線（羅宝線） 羅湖駅
- 羅湖長途汽車站
- 沿河路（中国語版）
- 天玓商場
- 路豊羽毛球館

## 隣の駅
中国国家鉄路集団
広深線（京九線）
筍崗駅 - 深圳駅 - 羅湖駅